# L'amore (album Don Backy)
L'amore è il primo album del cantautore italiano Don Backy, pubblicato dalla Clan Celentano nel 1965.
L'album contiene numerose cover in italiano di brani interpretati originariamente da altri artisti in inglese.
Io che giro il mondo è la rielaborazione di I'm Think I'm Gonna Like It Here, cantata da Elvis Presley.
Ho rimasto deriva da What Do You Want Make Those Eyes at Me For, interpretata nell'originale da Emile Ford & the Checkmates.
Amico era in origine Keep Away from Other Girls di Helen Shapiro.
In una stanza senza sole proviene da una composizione di Randy Newman.
Mister tamburino è la versione in italiano della celebre Mr. Tambourine Man di Bob Dylan.
La fortuna è la traduzione di Fame and Fortune cantata da Elvis Presley.
Una ragazza facile è una cover del famoso brano Memphis Tennessee di Chuck Berry.

## Tracce
Lato A
1. L'amore (Mariano Detto, Don Backy)
2. Io che giro il mondo (Don Robertson, Hal Blair, Luciano Beretta, Don Backy)
3. Ho rimasto (Joseph McCarthy, Howrd Johnson, Jimmy Monaco, Mogol, Don Backy)
4. Amico (Burt Bacharach, Bob Illiard, Mogol)
5. Cara (Mariano Detto, Luciano Beretta, Don Backy)
6. Voglio dormire (Mariano Detto, Don Backy)

Lato B
1. Ma con chi (Luciano Beretta, Adriano Celentano, Miki Del Prete)
2. In una stanza senza sole (Randy Newman, Mogol)
3. Proprio lei (Don Backy, Fuggiasco (Narciso Sabbadini))
4. Mister tamburino (Bob Dylan, Mogol)
5. La fortuna (Ben Weisman, Fred Wise, Luciano Beretta, Don Backy)
6. Una ragazza facile (Chuck Berry, Mogol)

## Formazione
- Don Backy - voce
- Mariano Detto - conduttore orchestra
- Anna Maria Ramenghi - voce telefonica (brano: Voglio dormire)
- I Fuggiaschi - interpreti da soli in Proprio Lei - strumentisti e cori in Una ragazza facile. Strumentisti e cori in Mister tamburino